# 王崇久
王崇久（1948年—），汉族，中华人民共和国政治人物、第十一届全国政协委员。
加入中国共产党，担任新疆生产建设兵团党委常委、副政治委员。2008年，当选第十一届全国政协委员，代表特别邀请人士，分入第五十七组。